# Torneo de Limoges
El Open GDF Suez de Limoges es un torneo para las jugadoras profesionales de tenis femenino se juega en cancha duras bajo techo. El evento se clasifica como un torneo del Circuito Femenino ITF 50.000 dólares y se ha celebrado en Limoges, Francia, desde 2007. A partir de 2014 se convirtió en un torneo WTA 125s.

## Finales anteriores

### Individuales
| Años                         | Campeona                                       | Subcampeona                                    | Resultado                                      |
| ---------------------------- | ---------------------------------------------- | ---------------------------------------------- | ---------------------------------------------- |
| ↓ Torneos de $10,000 event ↓ |                                                |                                                |                                                |
| 2007                         | Anne-Laure Heitz                               | Audrey Bergot                                  | 6–1, 6–1                                       |
| 2008                         | Marina Melnikova                               | Valeria Savinykh                               | 1–0, retiro                                    |
| ↓ Torneos de $25,000 event ↓ |                                                |                                                |                                                |
| 2009                         | Claire Feuerstein                              | Anaïs Laurendon                                | 6–0, 6–3                                       |
| 2010                         | Ivana Lisjak                                   | Yuliya Beygelzimer                             | 6–0, 5–7, 6–3                                  |
| ↓ Torneos de $50,000 event ↓ |                                                |                                                |                                                |
| 2011                         | Sorana Cîrstea                                 | Sofia Arvidsson                                | 6–2, 6–2                                       |
| 2012                         | Claire Feuerstein                              | Maryna Zanevska                                | 7–5, 6–3                                       |
| 2013                         | Kristýna Plíšková                              | Tamira Paszek                                  | 3–6, 6–3, 6–2                                  |
| ↓ WTA $125,000 ↓             |                                                |                                                |                                                |
| 2014                         | Tereza Smitková                                | Kristina Mladenovic                            | 7–6(7–4), 7-5                                  |
| 2015                         | Caroline Garcia                                | Louisa Chirico                                 | 6–1, 6–3                                       |
| 2016                         | Ekaterina Alexandrova                          | Caroline Garcia                                | 6–4, 6–0                                       |
| 2017                         | Monica Niculescu                               | Antonia Lottner                                | 6–4, 6–2                                       |
| 2018                         | Ekaterina Alexandrova                          | Evgeniya Rodina                                | 6–2, 6–2                                       |
| 2019                         | Ekaterina Alexandrova                          | Aliaksandra Sasnovich                          | 6–1, 6–3                                       |
| 2020                         | Torneo cancelado debido a la pandemia COVID-19 | Torneo cancelado debido a la pandemia COVID-19 | Torneo cancelado debido a la pandemia COVID-19 |
| 2021                         | Alison Van Uytvanck                            | Ana Bogdan                                     | 6–2, 7–5                                       |
| 2022                         | Anhelina Kalinina                              | Clara Tauson                                   | 6–3, 5–7, 6–4                                  |
| 2023                         | Cristina Bucșa                                 | Elsa Jacquemot                                 | 2–6, 6–1, 6–2                                  |

### Dobles
| Años                         | Campeona                                       | Subcampeona                                    | Resultado                                      |
| ---------------------------- | ---------------------------------------------- | ---------------------------------------------- | ---------------------------------------------- |
| ↓ Torneos de $10,000 event ↓ |                                                |                                                |                                                |
| 2007                         | Stella Menna Bibiane Schoofs                   | Adeline Goncalves Gracia Radovanovic           | 6–4, 6–1                                       |
| 2008                         | Yasmine Clark Olivia Scarfi                    | Volha Duko Elina Gasanova                      | 7–6(7–5), 5–7, [10–8]                          |
| ↓ Torneos de $25,000 event ↓ |                                                |                                                |                                                |
| 2009                         | Elena Chalova Oksana Kalashnikova              | Florence Haring Violette Huck                  | 4–6, 6–3, [10–4]                               |
| 2010                         | Lyudmyla Kichenok Nadiya Kichenok              | Claire Feuerstein Caroline Garcia              | 6–7(5–7), 6–4, [10–8]                          |
| ↓ Torneos de $50,000 event ↓ |                                                |                                                |                                                |
| 2011                         | Sofia Arvidsson Jill Craybas                   | Caroline Garcia Aurélie Védy                   | 6–4, 4–6, [10–7]                               |
| 2012                         | Magda Linette Sandra Zaniewska                 | Irena Pavlovic Stefanie Vögele                 | 6–1, 5–7, [10–5]                               |
| 2013                         | Viktorija Golubic Magda Linette                | Nicole Clerico Nikola Fraňková                 | 6–4, 6–4                                       |
| ↓ WTA $125,000 ↓             |                                                |                                                |                                                |
| 2014                         | Kateřina Siniaková Renata Voráčová             | Timea Babos Kristina Mladenovic                | 2-6, 6-2, [10-5]                               |
| 2015                         | Barbora Krejčiková Mandy Minella               | Margarita Gasparyan Oksana Kalashnikova        | 1-6, 7-5, [10-6]                               |
| 2016                         | Elise Mertens Mandy Minella                    | Anna Smith Renata Voráčová                     | 6-4, 6-4                                       |
| 2017                         | Valeria Savinykh Maryna Zanevska               | Chloé Paquet Pauline Parmentier                | 6-0, 6-2                                       |
| 2018                         | Veronika Kudermetova Galina Voskoboeva         | Timea Bacsinszky Vera Zvonareva                | 7-5, 6-4                                       |
| 2019                         | Georgina García Pérez Sara Sorribes            | Ekaterina Alexandrova Oksana Kalashnikova      | 6-2, 7-6(3)                                    |
| 2020                         | Torneo cancelado debido a la pandemia COVID-19 | Torneo cancelado debido a la pandemia COVID-19 | Torneo cancelado debido a la pandemia COVID-19 |
| 2021                         | Monica Niculescu Vera Zvonareva                | Estelle Cascino Jessika Ponchet                | 6-4, 6-4                                       |
| 2022                         | Oksana Kalashnikova Marta Kostyuk              | Alicia Barnett Olivia Nicholls                 | 7-5, 6-1                                       |
| 2023                         | Cristina Bucșa Yana Sizikova                   | Oksana Kalashnikova Maia Lumsden               | 6-4, 6-1                                       |